# Rodrigo de Mandiá y Parga
Rodrigo de Mandiá y Parga (1606 – 20 de outubro de 1674) foi um prelado católico romano que serviu como bispo de Astorga (1672-1674), bispo de Almería (1663-1672) e bispo auxiliar de Toledo (1652-1663).

## Biografia
Rodrigo de Mandiá y Parga nasceu em Ferrol, Espanha, no ano de 1606. No dia 14 de outubro de 1652, foi nomeado durante o papado de Inocêncio X como Bispo Auxiliar de Toledo e Bispo Titular de Siriensis. A 9 de abril de 1663, foi nomeado bispo de Almería durante o papado de Alexandre VII. A 12 de dezembro de 1672, foi nomeado bispo de Astorga durante o papado de Clemente X. Serviu como bispo de Astorga até à sua morte no dia 20 de outubro de 1674. Enquanto bispo, foi o consagrador principal do consagrador principal Carlo Bonelli, arcebispo titular de Corinthus.